# 이두아
이두아(李枓娥, 1971년 1월 17일 ~ )은 대한민국의 정치인이다.

## 학력
- 1983년 대구신흥국민학교 졸업
- 1986년 대구 경화여자중학교 졸업
- 1989년 경화여자고등학교 졸업
- 1993년 서울대학교 사법학 학사

## 경력
- 1993년: 제35회 사법시험 합격
- 1996년 ~ 2001년: 법무법인 충정 변호사
- 1998년 ~ 2000년: 국선 변호인
- 1999년 2월 ~ 2003년 1월: 서울지방변호사회 공익활동위원회 간사
- 2001년 ~ 2005년: 법무법인 광장 변호사
- 아름다운재단 유언컨설팅 위원회 전문위원
- 2005년 12월: 북한인권국제대회 집행위원
- 2005년 1월 ~ 2007년 10월: 시민과 함께하는 변호사들 총괄간사
- 2005년 4월 ~ 2007년 2월: 대한변호사협회 북한인권소위원회 간사
- 2005년 4월 ~ 2007년 2월: 조선일보·동아일보·월간조선 칼럼니스트
- 2005년 12월: 북한인권위원회 위원장
- 2006년 1월 ~ 2006년 12월: KBS 객원해설위원
- 2007년 1월 ~ 2010년 2월: 북한민주화네트워크 이사
- 2007년 2월 ~ 2009년 9월: 서울변호사신용협동조합 이사
- 2007년 6월 ~ 2009년 5월: 경찰수사연수원 자문위원
- 2007년 11월 ~ 2007년 12월: 한나라당 이명박 제17대 대통령 후보 인권특보
- 2009년 3월 ~ 2012년 2월: 제18대 국회의원 (비례대표/한나라당)
- 2009년 3월 4일: 한나라당 4대강 살리기 TF 위원
- 2010년 3월: 국회 사법제도개혁특별위원회 위원
- 2010년 7월: 국회 법제사법위원회 위원
- 2010년 7월: 국회 정보위원회 위원
- 2012년 1월 ~ 2012년 4월: 새누리당 비상대책위원
- 2012년 2월: 새누리당 원내부대표
- 2012년 2월 ~ 2012년 5월: 제18대 국회의원 (비례대표/새누리당)
- 법무법인비전인터내셔널 변호사
- 2019년 1월 ~ 2019년 2월: 자유한국당 2.27 전대 선관위 위원
- 2019년 6월 : 자유한국당 신정치혁신특별위원회 - 정치혁신소위원회 위원
- 2020년 5월 ~ 2023년 5월:한국여성의정 감사
- 2021년 12월 ~ 2022년 1월: 국민의힘 선거대책위원회 중앙선거대책위원회 클린선거전략본부 법률지원단 부단장
- 2021년 12월 ~ 2022년 1월: 국민의힘 새시대준비위원회 대변인
- 2022년 1월 ~ 2022년 3월: 국민의힘 제20대 대통령 선거 선거대책본부 법률지원단 부단장
- 2022년 3월 ~ 2022년 5월: 제20대 대통령직인수위원회 정무사법행정분과 실무위원
- 2024년 9월 ~ : 금융결제원 상임감사
- 2025년 4월 ~ : 국회 윤리심사자문위원회 위원

## 정치 활동
2007년에 한나라당 이명박 제17대 대통령 후보 인권특보를 맡았으며, 그 후 변호사와 뉴라이트 계열의 시민과 함께하는 변호사들의 간사를 맡다가, 2008년 제18대 총선에 한나라당으로부터 비례대표 23번으로 공천을 받아 출마했으나 낙마하였다. 하지만 이듬해 3월 4일에 이달곤이 사임한 비례대표직을 승계하며 국회의원을 맡게 되었다. 제19대 총선에서는 당초 대구 달서구 을 출마를 준비했지만, 새누리당이 대구·경북 전체 선거구를 비례대표 공천 배제지역으로 결정하자 공천 신청을 하지 않고 총선 불출마를 선언하였다. 21대 총선에서는 달서갑 지역구에서 홍석준에게 경선에 패배하여 출마하지 못하였다.

## 방송 활동

### TV
- 돌아온 저격수다 여성패널
- TV조선 뉴스현장
- 채널A 뉴스 TOP10

## 역대 선거 결과
| 실시년도 | 선거   | 대수 | 직책     | 선거구   | 정당     | 득표수      | 득표율          | 순위          | 당락 | 비고       |
| -------- | ------ | ---- | -------- | -------- | -------- | ----------- | --------------- | ------------- | ---- | ---------- |
| 2008년   | 총선   | 18대 | 국회의원 | 비례대표 | 한나라당 | 6,421,727표 | \| \| 37.48% \| | 비례대표 23번 |      | 초선, 승계 |
|          | 37.48% |      |          |          |          |             |                 |               |      |            |